# بيت الذل (مسلسل)
بيت الذل، مسلسل تلفزيوني كويتي، كتبه منى النوفلي وأخرجه أحمد الفردان. أُنتج وعرض في عام 2021.

## قصة المسلسل
يتناول المُسلسل العديد من الصراعات التي تنشأ داخل أسرة أبو طارق والمشاكل التي تواجه أفرادها، وذلك عقب زواجه من الفتاة فجر التي ضحت بها والدتها نجيبة لأنانيتها، فتعاني فجر من العيش في منزل يملأه الذل والقهر، ومحاولة انتقام أولاده منها.

## البطولة
- عبد الرحمن العقل بدور «يعقوب».
- فاطمة الطباخ بدور «نجيبة».
- عبد الله الطراروة بدور «ياسين».
- فهد باسم بدور «طارق».
- عبد الله الطليحي بدور «عادل».
- لولوة الملا بدور «عالية».
- إيمان فيصل بدور «اروى».
- محمد الأنصاري بدور «عواد».
- إيمان الحسيني بدور «فجر».
- مشاري البلام بدور «عبد المحسن».
- صالح مشاري البلام بدور «عبد المحسن في شبابه».
- أحلام حسن بدور «سميرة».